# Angelicaalkohol
Angelicaalkohol ist eine chemische Verbindung aus der Gruppe der Alkenole, genauer der Methylbutenole. Sie ist das (Z)-Isomer von 2-Methylbut-2-en-1-ol. Das E-Isomer wird als Tiglinalkohol bezeichnet.